# Allsvenskan i handboll för herrar 1937/1938
Allsvenskan i handboll 1937/1938 vanns av Majornas IK. Till 1937/1938 års serie hade Göteborg fått ytterligare ett lag, Sanna IF, som kvalificerat sig tillsammans med Upsala Studenters IF. Det blev alltså för första gången fyra Göteborgslag i serien. Fortfarande spelade man med endast 9 spelare. I denna serie började Redbergslids IK byta av hela kedjor. Tidigare hade man bytt en och en.
Majornas IK hade nu fått ihop ett storlag. De och RIK kom att slåss om seriesegern tillsammans med K-flottan. RIK började i stor stil med fem segrar och en oavgjord match innan första förlusten kom i sjunde matchen borta mot flottan i Karlskrona. I matchen därpå var det seriefinal mellan RIK och MIK i gamla Mässhallen. Denna match blev högdramatisk då Donald Andersson blev utvisad redan efter tre minuter för att ha slagit ner "Kåge" Thorén i Majorna. Dock därtill starkt provocerad enligt många åskådare. RIK fick alltså spela nästan hela matchen en man kort vilket givetvis var ett svårt avbräck. Majorna vann till slut med 17-14 efter 10-6 i paus. Dessa två matcher var RIK:s enda förluster i serien då man tog revansch mot Majorna i februari. 12-8 blev resultatet då. Efter jul vann RIK fem matcher stort men tappade olyckligtvis en poäng mot S-flottan (4-4) vilket räckte för att Majorna skulle ta hem serien en poäng före RIK, som blev tvåa, och K-flottan. I matcherna mot Sanna och Studenterna höll KG nollan hela första halvlek och mot K-flottan släppte han bara in ett mål (9-1).

## Slutställning
| Nr | Lag                      | S  | V  | O | F  | GM  | IM  | MS  | P  |
| -- | ------------------------ | -- | -- | - | -- | --- | --- | --- | -- |
| 1  | Majornas IK              | 14 | 11 | 1 | 2  | 197 | 131 | +66 | 23 |
| 2  | Redbergslids IK          | 14 | 10 | 2 | 2  | 170 | 102 | +68 | 22 |
| 3  | Flottans IF Karlskrona   | 14 | 10 | 2 | 2  | 126 | 108 | +18 | 22 |
| 4  | SoIK Hellas              | 14 | 5  | 4 | 5  | 146 | 130 | +16 | 14 |
| 5  | Upsala Studenters IF (U) | 14 | 5  | 0 | 9  | 117 | 156 | −39 | 10 |
| 6  | Flottans IF Stockholm    | 14 | 3  | 3 | 8  | 97  | 124 | −27 | 9  |
| 7  | Sanna IF (U)             | 14 | 3  | 1 | 10 | 114 | 151 | −37 | 7  |
| 8  | Göteborgs IK             | 14 | 2  | 1 | 11 | 105 | 170 | −65 | 5  |

## Skytteligan
|   | Spelare             | Lag             | Antal mål |
| - | ------------------- | --------------- | --------- |
| 1 | Stig Hjortsberg     | Majornas IK     | 49        |
| 2 | Bertil Särneman     | SoIK Hellas     | 48        |
| 3 | Åke Gustafsson      | Majornas IK     | 45        |
| 4 | Yngve Lamberg       | Redbergslids IK | 42        |
| 5 | Gustaf-Adolf Thorén | Majornas IK     | 34        |

- Källa: [1]